# Cluster infrastructure
Cluster Infrastructure, ou infraestrutura de aglomerado é o conjunto de equipamentos e softwares que gere a entrada e saída de nós do aglomerado de computadores, ou cluster, além de assegurar sua comunicação.